# Go! (Album)
Go! ist ein Jazz-Album des Tenor-Saxophonisten Dexter Gordon, das 1962 veröffentlicht wurde.

## Aufnahme
Das Album wurde von Alfred Lion produziert und am 27. August 1962 von Rudy Van Gelder für Blue Note Records aufgenommen. Das Quartett war mit Sonny Clark am Klavier, Butch Warren am Bass und Billy Higgins am Schlagzeug  besetzt. Gordon war im Frühjahr 1961 von „Blue Note“ unter Vertrag genommen worden; dieses Album war das vorletzte einer ganzen Serie, die er mit Van Gelder für das Label aufnahm. Nur zwei Tage später folgte in der gleichen Besetzung „A Swingin‘ Affair“, das letzte Album, das Gordon in den USA aufnahm, bevor er im September 1962 auf Einladung von Ronnie Scott nach Europa ging und dort für 14 Jahre blieb. (Dort spielte er am 23. Mai 1963 mit „Our Man In Paris“ sein letztes Album für das Label ein.)
Der Jazz-Kritiker Ira Gitler schrieb über das Album in den Liner Notes:

“This session was not recorded in a nightclub performance but, in its informal symmetry, it matches the relaxed atmosphere that the best of those made in that manner engender. Everyone was really together, in all the most positive meanings of that word.”

„Diese Session wurde zwar nicht in einem Nachtclub aufgenommen, entspricht aber in seinem zwanglosen Gleichmass der entspannten Atmosphäre, die die besten (Sessions) in dieser Weise erzeugten. Alle waren wirklich zusammen, in der besten Bedeutung dieses Wortes.“

Im März 1999 wurde das „Meister-Album“ (so der Journalist und Fan Jörg Alisch) als Teil der Blue Note Rudy Van Gelder-Serie neu herausgegeben.

## Rezeption

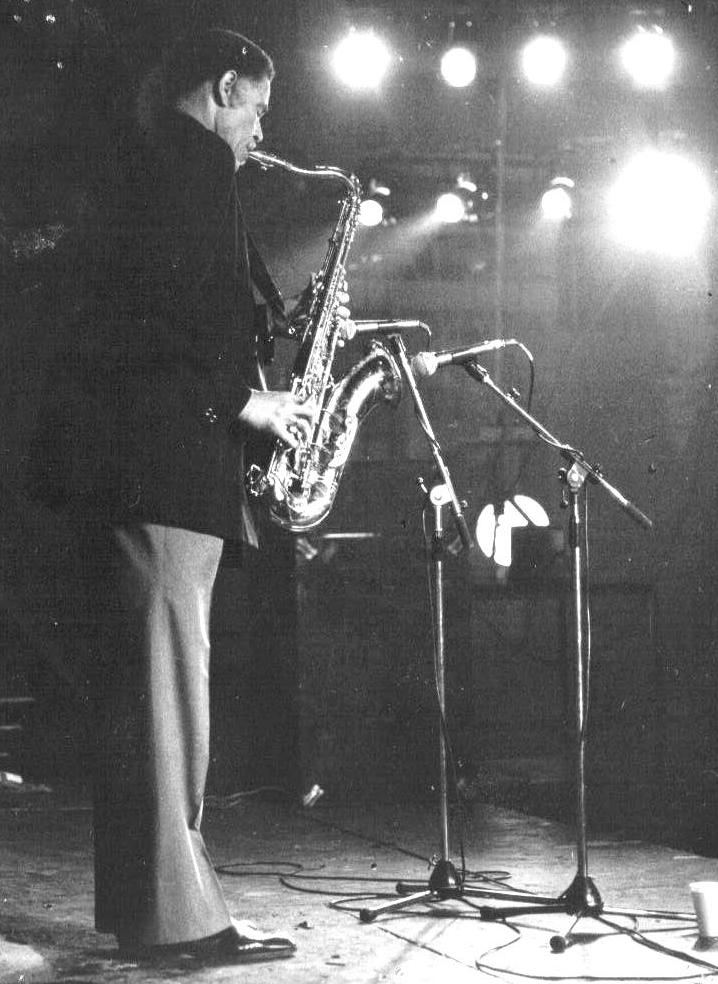
Dexter Gordon Live in Amsterdam 1980

Das Album erhielt überwiegend positive Kritiken. Stacia Proefrock vergab bei Allmusic fünf Sterne und schrieb:

“From the first moments when Dexter Gordon sails into the opening song full of brightness and confidence, it is obvious that Go! is going to be one of those albums where everything just seems to come together magically... Gordon had many high points in his five decade-long career, but this is certainly the peak of it all.”

„Vom ersten Moment an, wenn Dexter Gordon in den Eröffnungssong segelt, voll Schönheit und Selbstvertrauen, ist es offensichtlich, dass Go! eines dieser Alben ist, wo fast alles magisch zu harmonieren scheint...Gordon hatte manche Höhepunkte in seiner fünf Jahrzehnte langen Karriere, aber dies ist sicherlich der absolute Höhepunkt.“

## Titelliste
1. Cheese Cake (Dexter Gordon) – 6:33
2. Guess I'll Hang My Tears Out to Dry (Jule Styne, Sammy Cahn) – 5:23
3. Second Balcony Jump (Billy Eckstine, Gerald Valentine) – 7:07
4. Love for Sale (Cole Porter) – 7:40
5. Where Are You (Harold Arlen, Jimmy McHugh) – 5:21
6. Three O'Clock in the Morning (Dorothy Terris, Julián Robledo) – 5:40